# Kraftwerk Marsa
Das Kraftwerk Marsa (englisch Marsa Power Station) liegt am Ende des Grand Harbour bei Marsa in Malta.

## Betrieb

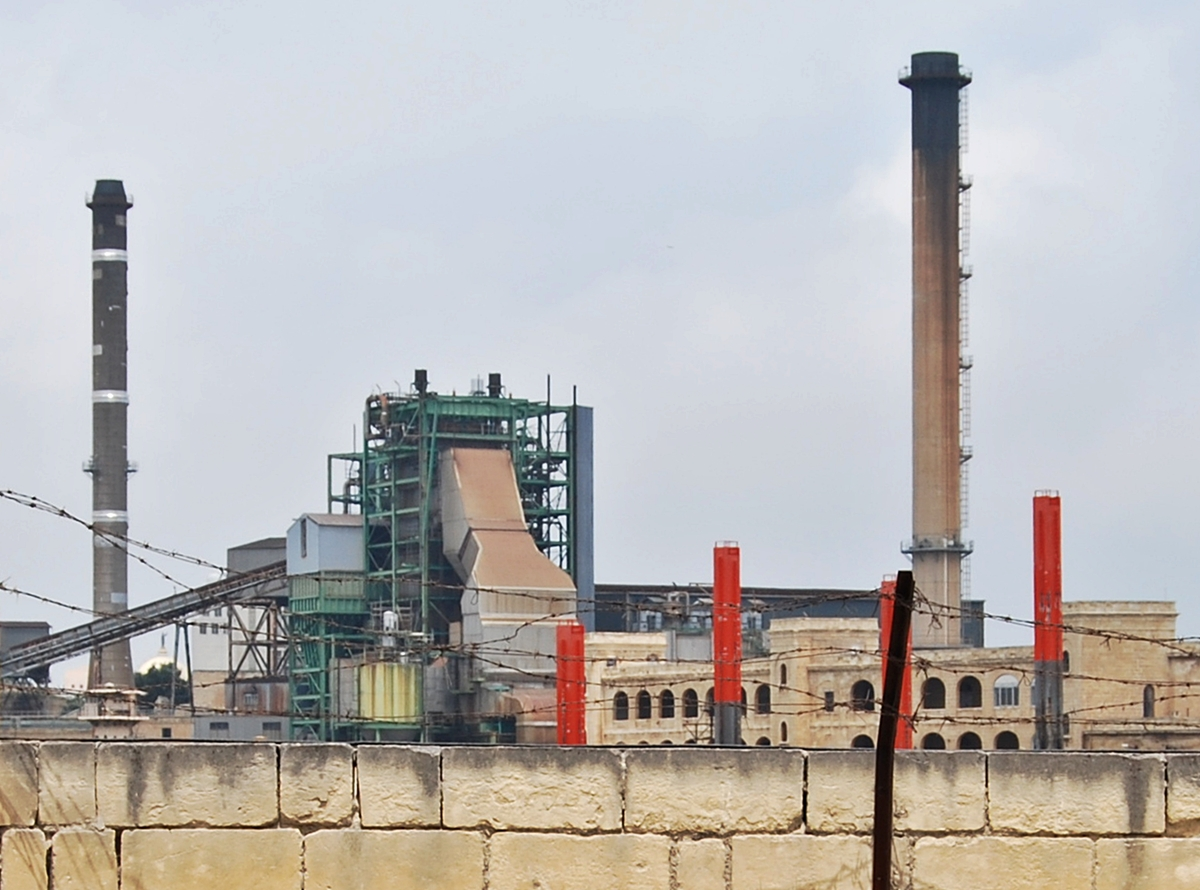
Kraftwerk Marsa, aufgenommen aus einem Industriegebiet von Paola

Mit Unterstützung des Marshall-Plans wurde die Station A unter dem Jesuit Hill unterirdisch gebaut und 1953 in Betrieb genommen. Die Anlage bestand aus drei Einheiten mit einer Leistung von 5 MW. Aufgrund der steigenden Nachfrage nach Elektrizität wurde die Anlage erweitert. Sie hatte schließlich eine Gesamtkapazität von 30 MW, die durch fünf Dampf-Einheiten mit je 5 MW und eine Gasturbine mit ähnlicher Leistung erreicht wurden. Sie wurde 1993 abgeschaltet. 1966 ging Station B in Betrieb, die seitdem mehrmals ausgebaut wurde. Die Gesamtkapazität beträgt 267 MW. Alle Dampf-Einheiten verbrennen Heizöl mit einem Schwefelgehalt von 1 % und die Gasturbine verbrennt ebenfalls Heizöl. Das Kraftwerk ist technisch veraltet. Eine Turbine, die immer noch genutzt wird, wurde 1954 bis 1996 in Little Barford (England) betrieben.

## Abschaltung
Als das Kraftwerk Delimara geplant war, hatte die Regierung die Schließung des Kraftwerks Marsa versprochen, die allerdings nicht erfolgte.
Der Betreiber könnte zwei bis drei Jahre früher zu einer Abschaltung des Kraftwerks gezwungen werden, als von der Regierung geplant (2015). EU-Vorschriften legten zum 1. Januar 2008 fest, dass die Kessel des Kraftwerks nur noch 20.000 Stunden bis zu einer dauerhaften Abschaltung in Betrieb bleiben dürften. 2008 wurde jeder der sechs Kessel zwischen 4000 und 6700 Stunden betrieben, wie das Ministerium für Infrastruktur mitteilte. Der Minister für Infrastruktur, Austin Gatt, teilte mit, dass das Kraftwerk höchstens bis zum 31. Dezember 2015 betrieben werden dürfte.
Die Enemalta will als Ersatz für das Kraftwerk Marsa bis Mitte 2012 das Kraftwerk Delimara erweitern. Im März 2015 wurde es abgeschaltet und im cold standby bis Anfang 2017 weiterbetrieben; seitdem ist es vom Stromnetz getrennt. Derzeit wird es zurückgebaut.

## Emissionen
Vor Maltas EU-Beitritt wurde aufgrund der veralteten Technik überlegt, die Anlage abzuschalten. Es wurde aber ein Teil der Stromproduktion in das modernere Kraftwerk Delimara verlegt, sodass die EU-Grenzwerte für Emissionen erreicht wurden. Die Feinstaubemissionen entsprechen aber noch nicht dem EU-Standard. Die gesamten Kohlendioxid-Emissionen des Kraftwerks im Jahr 2006 lagen bei 1.175.288 Tonnen. Das Kraftwerk ist aufgrund der Luftverschmutzung seit langer Zeit in der Kritik von Bürgern in der Umgebung. Die Umweltorganisation Greenpeace sah 1998 in dem Kraftwerk den größten Luftverschmutzer Maltas.

## Stromausfall
Am 16. Juni 2009 fiel in ganz Malta und Gozo der Strom aus, da es zu einem technischen Fehler in einer Gasturbine im Kraftwerk Marsa kam. Am Morgen des Tages kam es zu einem unerwarteten Fehler und somit zu einem Verlust von 30 MW, wodurch die übrigen Anlagen auf Überlast fahren mussten. Dieser Verlust bei der Erzeugungskapazität im Kraftwerk Marsa führte auch zu einem Kapazitätsverlust im Kraftwerk Delimara. Dies führte um 10.30 Uhr zu einem vollständigen Verlust der Erzeugungskapazität. Sofort wurden Maßnahmen ergriffen, um beide Kraftwerke wieder in Betrieb zu nehmen; es wurde mit den Gasturbinen in Delimara begonnen, da diese eine Schnellstart-Funktion haben. Die Enemalta-Ingenieure konnten die Ursache für den Fehler nicht sofort finden und somit wurde auch die Gasturbine in Marsa wieder in Betrieb genommen. Als die Wiederaufnahme der Stromversorgung fast vollständig war, kam es um 16.00 Uhr zu einem weiteren Fehler in der gleichen Gasturbine. Auch dieser führte wieder zu einem Verlust der Erzeugungskapazität in Marsa und Delimara. Es kam wieder zu einem vollständigen Stromausfall, eine Wiederinbetriebnahme wurde sofort gestartet. Die Stromversorgung wurde ohne den Einsatz der Gasturbine Nr. 9 in Marsa wieder aufgenommen. Um 18.00 Uhr wurde die Stromversorgung in Tarxien, Bulebel, Marsaskala, Marsa, Valletta und Hal Far wieder aufgenommen. Um 19.30 Uhr folgten Gudja, Buġibba, St. Venera Birkirkara, Mellieħa und Gozo. Als Nächstes wurde die Stromversorgung in Zentralmalta, Paceville und St. Julian’s wiederhergestellt. Um 20.50 Uhr wurden alle Orte wieder mit Strom versorgt. Infrastruktur-Minister Austin Gatt (NP) entschuldigte sich für den Stromausfall und sagte, er sei sicher, dass es sich nicht um Sabotage, sondern um einen technischen Fehler handle. Er sagte, Enemalta würde ihr Bestes tun, um eine Wiederholung zu vermeiden. Der Stromausfall erfolgte zu dem Zeitpunkt, als im Parlament über die Finanzen von Enemalta debattiert wurde.